# Larkfield-Wikiup
Larkfield-Wikiup – jednostka osadnicza w Stanach Zjednoczonych, w stanie Kalifornia, w hrabstwie Sonoma.